# Histoire du bassin méditerranéen
Le bassin méditerranéen est, avec les bassins de l'Indus, du Gange, du fleuve Jaune et du Yangtsé, l'une des régions les plus importantes pour l'histoire du monde. Elle constitue le point de départ de plusieurs grandes civilisations, dont s'est nourrie la civilisation occidentale. Dès que l'Homme a su construire des barques, des navires, la Méditerranée s'est transformée en lien entre continents, la navigation permettant de rejoindre deux points plus aisément que la marche, et de transporter des charges bien plus lourdes. Théra est l'un des plus anciens vestiges d'une thalassocratie : la Civilisation minoenne (Crète). Mais bien d'autres se sont succédé : Phénicie, Carthage, Grèce, Rome, Byzance, les peuples Arabes, les Berbères, les Normands de Sicile, les Génois, les Vénitiens, les Catalans, les Libyens, les Égyptiens, les Ibères, les Mésopotamiens, les Ottomans... l'ont été et en ont fait le tour. Le monde grec avait un « nombril », Delphes, et de là rayonnait vers les extrémités de la Méditerranée qui, pour ses peuples, étaient les « extrémités du monde » : les Colonnes d'Hercule ouvrant sur la « mer Océane » (l'Océan Atlantique), le détroit des Dardanelles ouvrant, par la Propontide (Mer de Marmara) et le Bosphore, sur le Pont Euxin, et le Nil ouvrant sur les mystérieuses terres chaudes de l'« Aethiopie ».
Toutefois la civilisation méditerranéenne n'a jamais été repliée sur elle-même : à l'Ouest, les Carthaginois connaissaient Tartesse et les « îles à étain » c'est-à-dire l'archipel britannique ; à l'Est, la « route de la soie » aboutissait dans les ports du bassin levantin tandis que partant d'Égypte, la « route des épices et des pierres précieuses » menait jusqu'aux Indes et la « route de l'encens et de l'ivoire » jusqu'à la côte orientale de l'Afrique. Après avoir été un « lac romain » (Mare Internum en latin), la Méditerranée, divisée par les invasions barbares et les rivalités religieuses, devint un enjeu central dans l'affrontement géostratégique des pouvoirs qui la bordèrent, jusqu'à ce que son intérêt soit supplanté par celui pour les océans, révélés par les Grandes découvertes.

## Antiquité: foisonnement de civilisations

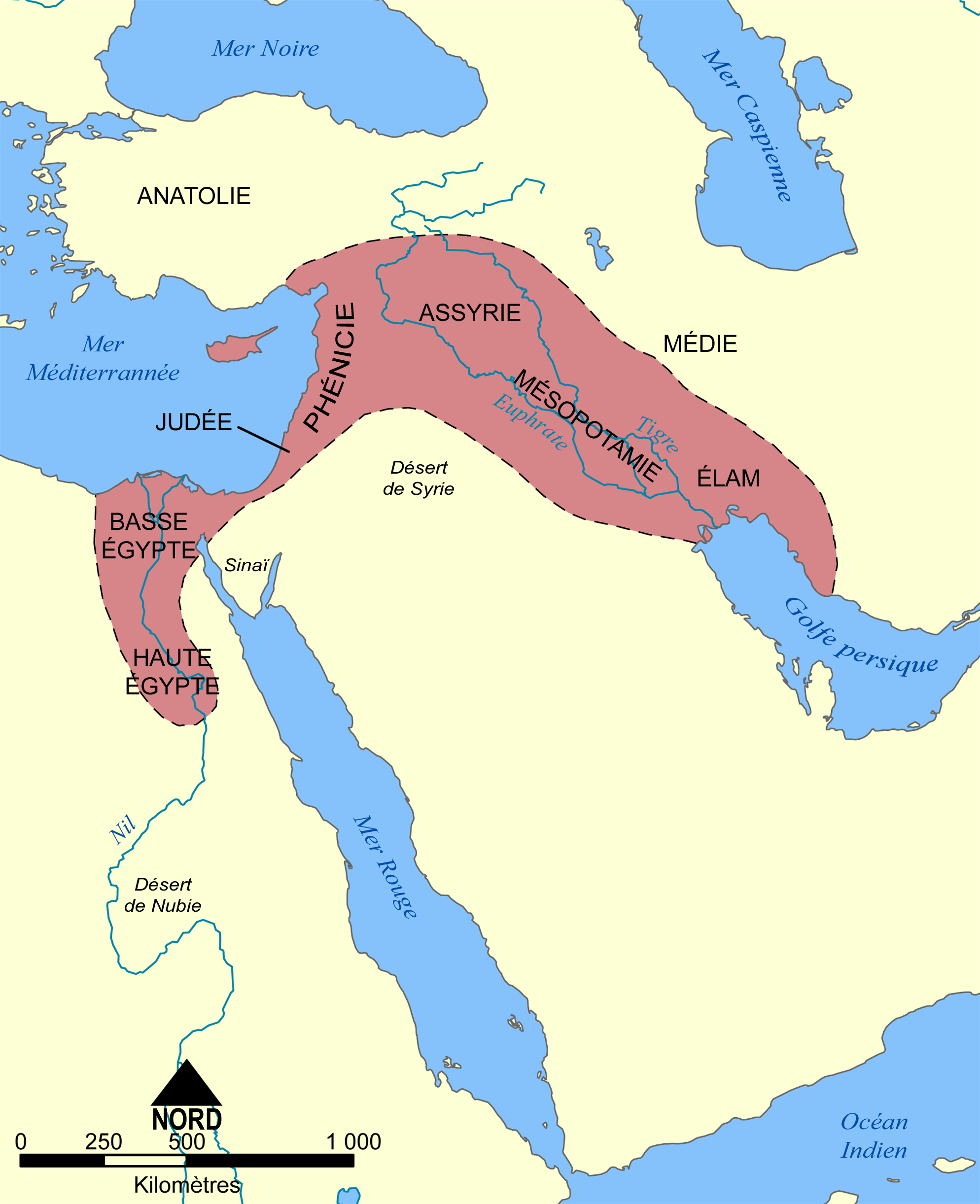
Croissant fertile

Parmi les premières civilisations connues, deux sont nées dans cette région. La vallée du Nil fut unifiée sous le règne des pharaons au cours du quatrième millénaire avant notre ère. Peu après, une autre civilisation est apparue en Mésopotamie et s'est rapidement étendue dans le croissant fertile jusqu'à la côte Est de la Méditerranée à travers le Levant. Ces régions avaient en commun le climat et la géographie. Vers le troisième millénaire avant notre ère, l'agriculture (dont la viticulture) et les villes essaimaient déjà en Anatolie et dans les Balkans, mais il fallut beaucoup plus de temps pour étendre les savoir-faire et les cultures à d'autres régions du bassin méditerranéen.
Vers la même époque, de grands empires se sont installés en Asie Mineure, tels les Hittites. Leur expansion fut cependant retardée jusqu'à ce que des navires assez robustes pour traverser les mers soient construits. Chypre et les autres îles se développèrent, et la civilisation minoenne prospéra dans l'île de Crète. Tandis que les civilisations des fleuves ont toujours été les plus peuplées, ce sont les sociétés commerçantes des régions côtières qui devinrent les plus prospères et les dominèrent.
La période du Néolithique est marquée par la sédentarisation des peuplades nomades dans le bassin méditerranéen et par le début des activités d’élevage et d’agriculture. La pratique de ces activités crée un environnement favorable au développement du commerce entre les différentes civilisations. Les premiers échanges commerciaux par voie maritime se produisent entre les peuplades qui bordent les rives de la mer Égée. Ces échanges se concentrent majoritairement sur le commerce de deux produits : le spondyle et l’obsidienne. Du fait de la petite taille des embarcations de l’époque, d’autres produits comme les céréales, la poterie et les animaux d’élevage font également l’objet d’échanges mais dans une moindre dimension.
Avec le développement des populations cycladiques, les activités commerciales en mer Égée s’amplifient. Les progrès que cette civilisation réalise dans le domaine maritime permet un commerce à plus grande échelle, augmente les échanges entre l’Anatolie et les Balkans et étend la pratique du commerce à l’ensemble du bassin de la mer Égée. Après la disparition de la civilisation cycladique, ce sont les Crétois qui développent leurs activités de commerce. Cette civilisation innove par la pratique de la navigation au long cours et inonde l’ensemble du bassin Est de la Méditerranée par ses poteries.
Cependant, après une longue période de développement et de prospérité, les différents peuples qui vivent dans la région vont connaître une longue récession qui durera cinq siècles.

## Les Empires

### Grèce, Phénicie, Macédoine

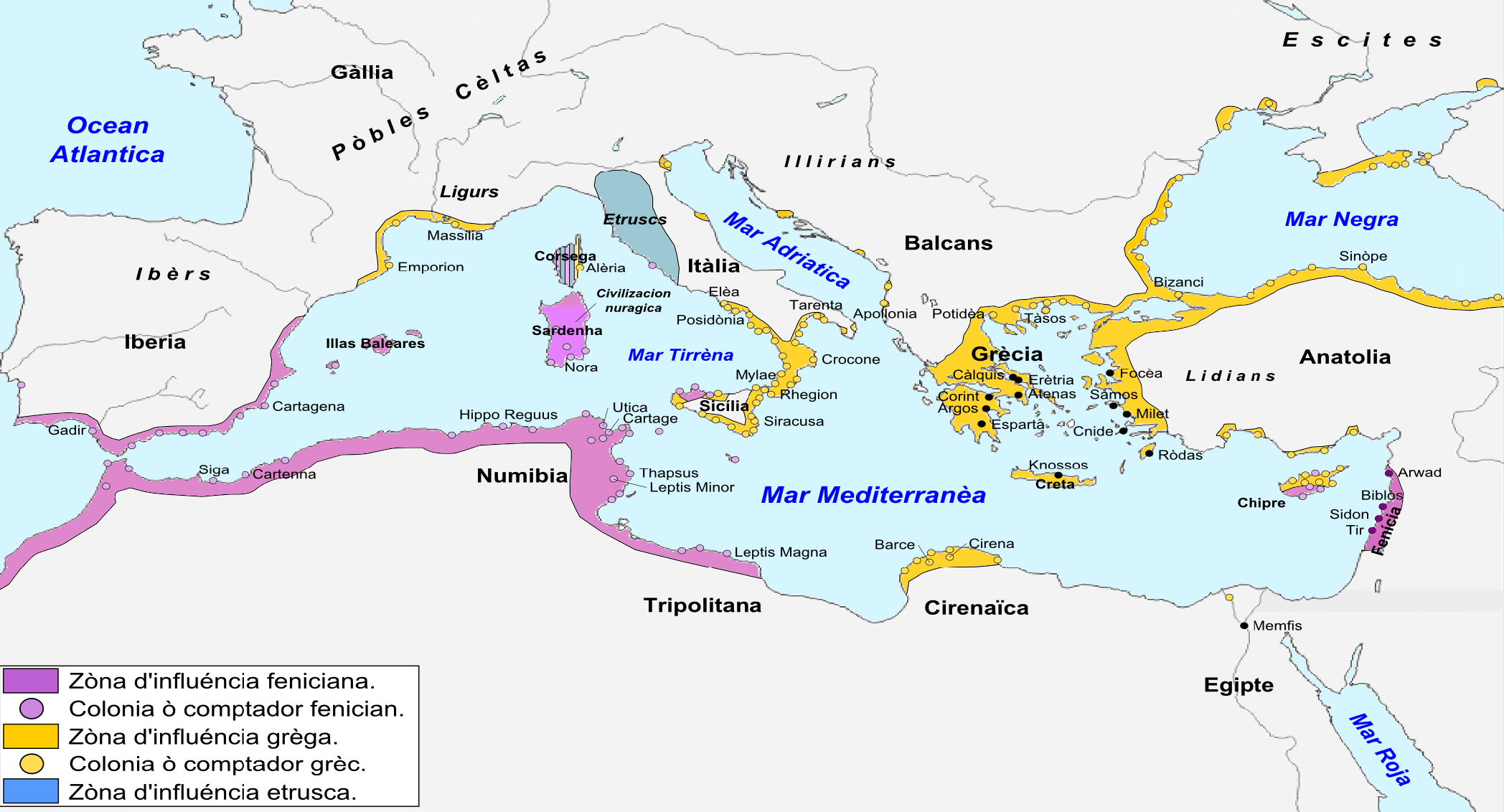
Colonisation antique de la mer Méditerranée à l'époque phénicienne.

Les deux plus importantes parmi ces dernières furent les cités États de la Grèce et les Phéniciens. Les Grecs poussèrent leur expansion au nord jusqu'à la mer Noire et au sud jusqu'à la mer Rouge. Les Phéniciens s'étendirent vers la Méditerranée occidentale, en Afrique du Nord et en Espagne. La Phénicie était encore dominée par des puissances basées plus à l'Est en Mésopotamie ou en Perse et les Phéniciens fournirent souvent les forces navales de l'empire perse. La prospérité des Grecs est restée longtemps liée à la mer ; au Nord, les Macédoniens, forts d'une longue tradition de guerre de cavalerie, avaient forgé la supériorité des Grecs dans le domaine de la technique et de l'organisation. Sous le règne d'Alexandre le Grand, cette force se tourna vers l'Est, et par une série de trois batailles décisives, mit en déroute les armées perses et conquit leur empire. La Phénicie et l'Égypte furent annexées. Pour la première fois dans l'histoire, tous les grands centres de la Méditerranée se trouvaient réunis sous le même pouvoir. L'empire d'Alexandre se désintégra rapidement et le Moyen-Orient, l'Égypte et la Grèce furent à nouveau indépendants. Les conquêtes d'Alexandre ont néanmoins répandu dans toute la région le savoir-faire et les idées des Grecs.
Si, pendant le Néolithique, la pratique du commerce par mer s’est exclusivement concentrée sur les rives orientales de la Méditerranée, les échanges vont s’étendre et se diversifier à l’ensemble du bassin au cours de l’Antiquité.
Les premiers à étendre leurs activités à l’ensemble des deux bassins sont les Phéniciens. Cette civilisation apparaît à la fin de la grande période de récession. Marins de grande valeur, les Phéniciens innovent dans le domaine des techniques de navigation et dans celui de la construction navale. Ces avancées technologiques leur permettent d’entreprendre de grands voyages d’exploration dans l’ensemble de la Méditerranée. Mais les Phéniciens sont également un peuple de marchands. Ils développent leur commerce en inventant une technique jusqu’à lors inconnue ; ils fondent des comptoirs dans l’ensemble de la Méditerranée.
À partir du VIIe siècle av. J.-C., les Grecs commencent leur colonisation du bassin méditerranéen. Cette phase d’expansion s’accompagnera d’un regain des activités commerciales et maritimes en Méditerranée. Les Grecs s’inspirent du modèle phénicien et fondent des comptoirs et des ports marchands dans leurs colonies. Les matériaux et les produits finis circulent à travers l’ensemble de la région. Athènes devient un grand empire maritime et le centre névralgique du commerce en Méditerranée. La mort d’Alexandre le grand et le démembrement de son empire profitent à la ville d’Alexandrie qui devient le grand pôle de la vie économique. Les routes maritimes délaissent la vieille Grèce, les marchandises sont désormais acheminées depuis le port d’Alexandrie.

### Carthage et Rome

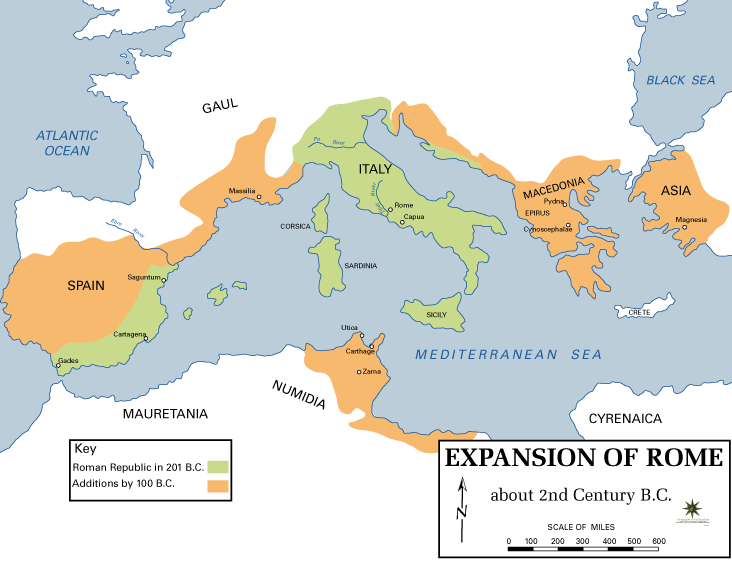
Expansion de l'Empire Carthaginois et de la République de Rome vers -150.

Ces puissances orientales furent bientôt dépassées par celles apparues plus à l'ouest. En Afrique du Nord, l'ancienne colonie phénicienne de Carthage constitua un empire qui regroupait la plupart des comptoirs phéniciens de la région. Héritière directe des Phéniciens, la cité de Carthage constituera le moteur de l’économie en Méditerranée jusqu’en 146 av. J.-C. Les marchands carthaginois tireront profit du décalage économique entre l’Ouest sous-développé qui leur fournira les matières premières et les cités à l’Est qui leur permettront d’écouler les produits finis. De plus, la cité jouissait d’une excellente position géographique, au centre des routes maritimes reliant l’Est et l’Ouest. Toutefois, c'est une ville de la péninsule italienne, Rome, qui finira par dominer la totalité du bassin méditerranéen.

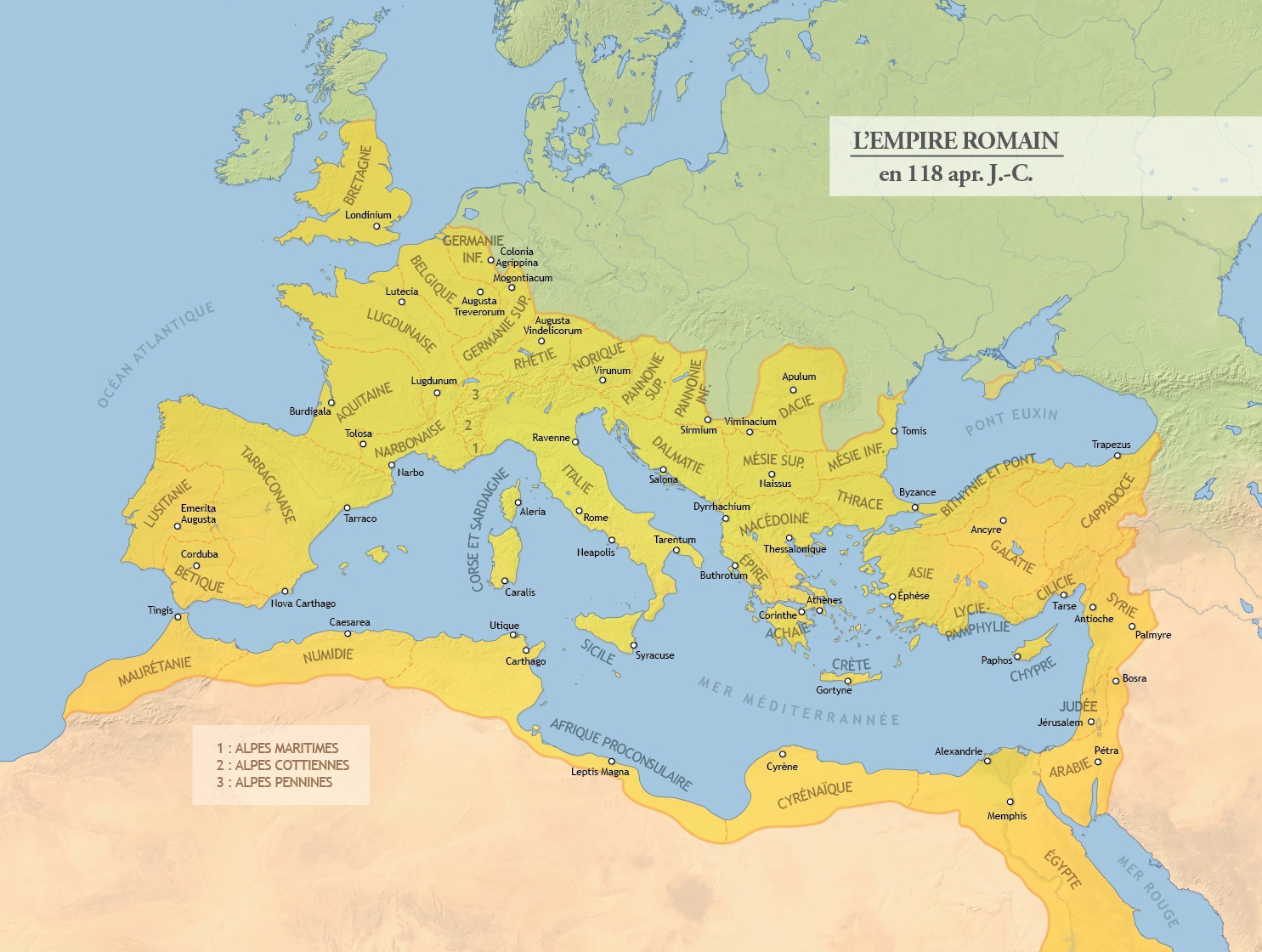
Carte de l'Empire romain en 118 après J.-C.

Après avoir annexé toute l'Italie, Rome vainquit Carthage lors des guerres puniques, devenant la puissance dominante de la région. Rome poursuivit son expansion en annexant la Grèce, et l'héritage grec joua un grand rôle dans l'Empire romain. je 
À partir de ce moment, les sociétés commerçantes des côtes dominèrent définitivement les civilisations des vallées intérieures qui avaient été le cœur des puissances précédentes. En Égypte, le centre du pouvoir se déplaça des villes du Nil vers celles de la côte, particulièrement vers Alexandrie. La Mésopotamie devint une région frontière entre l'Empire romain et la Perse.
C’est sous la Pax Romana que le commerce maritime va connaître son apogée. Après avoir éradiqué la piraterie et unifié l’ensemble du bassin, le commerce de marchandise est devenu plus sûr et plus rentable par voie maritime. La flotte marchande achemine les matériaux les plus lourds comme le bois ou le marbre. Le développement de Rome et de sa périphérie demande un acheminement constant de marchandises. Grands ingénieurs, les Romains innovent dans le domaine de la construction navale, ce qui leur permet de construire des navires marchands d’une capacité trois fois supérieure à celle des navires grecs.
Pendant plusieurs siècles, la mer Méditerranée fut un « lac romain » entouré de toutes parts par l'empire qui l'appela mare nostrum, notre mer. La Judée, qui faisait partie de cet empire, donna naissance à une nouvelle religion, le Christianisme, qui se répandit dans tout l'empire. Puis la moitié occidentale de l'empire s'émietta au cours du Ve siècle, partagée en plusieurs royaumes germaniques, tandis que la partie orientale poursuivait son existence, sauvegardant les savoirs et les technologies de l'Antiquité. Son hellénisation et sa christianisation donnèrent l'empire byzantin.

## Les Numides face à Rome

La Numidie entre 112 et -105, et les batailles majeures de la guerre.

La guerre est déclarée par le Sénat romain en 112 av. J.-C. Puis, en 111 av. J.-C., le consul romain Lucius Calpurnius Bestia se rend en Numidie, et Jugurtha se rend dans des termes d'usage face à un vainqueur, puis le corrompt. Il part pour Rome et fait de même avec des tribuns, avant de faire assassiner son cousin Massiva, potentiel rival choisi par Spurius Postumius Albinus alors consul pour remplacer Jugurtha. Fin 110 av. J.-C., Jugurtha défait le légat Aulus Postumius Albinus, par ruse, selon les chroniques romaines. Il demande alors au Sénat d'être reconnu souverain de Numidie, ce que celui-ci refuse. Les Numides et les Romains dirigés par Metellus élu consul se rencontrent à la bataille du Muthul en -109, les Romains subissent de très lourdes pertes. Ils décident dès lors de changer de stratégie, et de s'attaquer aux cités, forçant les Numides à pratiquer une sorte de guérilla, cependant, Metellus est battu lors de la bataille de Zama, en 109 av. J.-C., et doit se replier sur Carthage.
Marius s'absente brièvement pour se faire élire consul à Rome. Metellus, dit Numidicus, doit subir l’affront de voir son ancien client prendre le contrôle de ses troupes et s'apprêter à remporter une guerre qu’il avait déjà lui-même presque gagnée. Pendant ce temps, Jugurtha s'allie avec son beau-père Bocchus, roi de Maurétanie. Marius remporte quelques victoires en poursuivant la ligne stratégique de Metellus, la terre déserte, mais sans toutefois définitivement l'emporter. Il est rapidement devenu évident que Rome ne pouvait vaincre Jugurtha, Bocchus, alors allié de Jugurtha, réussit a négocier une paix avec les Romains, incluant la trahison, et la capture de Jugurtha. Au cours d'un guet-apens, Jugurtha est capturé. Bocchus reçut en échange une partie de la Numidie. Jugurtha sera étranglé en 104 av. J.-C., au Tullianum, à Rome.

## L'«Orient»: Byzance et l'Islam
- Principales voies commerciales avant la prise de contrôle de la Méditerranée par les musulmans.
- Voies commerciales au VIIIe siècle : le trafic évite la Méditerranée occidentale et passe de l'Europe du Nord par l'Adriatique ou la mer Noire.
- Empire musulman et son expansion (flèches).
- Empire byzantin sur la défensive.
- Francs et leur expansion (flèches)[note 1].

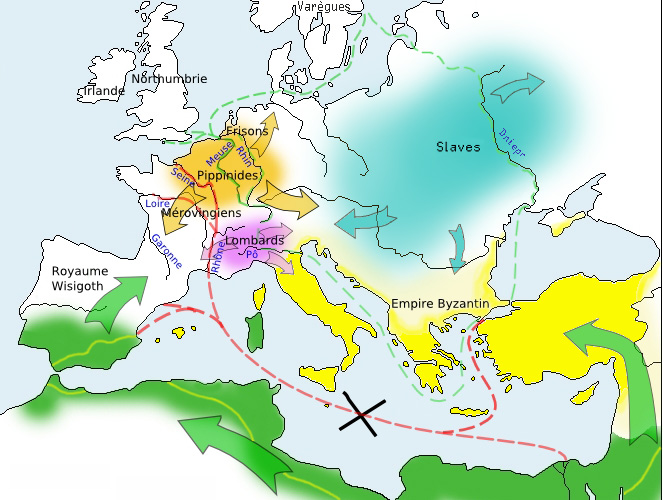
Conséquences de l'expansion musulmane des sur la Méditerranée.
Empire musulman et son expansion (flèches).
Empire byzantin sur la défensive.
Francs et leur expansion (flèches).
Lombards et leur expansion (flèches).
Slaves et leur expansion (flèches).

L’« Orient » est une notion à géométrie variable, qui n'a plus rien à voir avec les points cardinaux : par exemple, bien que situé au sud-ouest de l'Europe, le Maroc est considéré comme une partie de « l'Orient » par les Européens occidentaux, alors que son nom arabe, al Maghrib, signifie « occident ». L'« Orient » de la Méditerranée englobe en général les Balkans, l'Anatolie, le Proche-Orient, la Cyrénaïque et l'Égypte.
Une nouvelle puissance va y ébranler l’Empire byzantin et lui enlever ses terres à blé, Égypte et Syrie, coupant du même coup les routes « des épices et des pierres précieuses » et « de l’encens et de l’ivoire ». Cette puissance à la fois religieuse et guerrière, l’Islam, balaya tout le Moyen-Orient, l’Afrique du nord et l’Espagne, coupant définitivement ces pays du reste de ce qui avait été l’Empire romain, et entraînant un bouleversement complet des activités commerciales dans le bassin méditerranéen. En Anatolie, l’expansion musulmane fut bloquée par les Grecs, mais la perte d’une partie des sources de richesse byzantines commençait déjà à affaiblir leur empire. La différence religieuse entre chrétiens et musulmans, chacun étant l’« infidèle » de l'autre, légitima razzias, piraterie, croisades et esclavage d’une rive de la Méditerranée à l’autre. Sur la mer et le long des cotes partirent en opérations les barbaresques.
Rome n’est plus le grand centre de l’économie mondiale et son influence dans le domaine du commerce maritime tend à disparaître. Désormais, c’est en orient que se concentrera la majeure partie des échanges commerciaux. Jouissant de sa position privilégiée au croisement de deux mers et de deux continents, l’Empire romain d’orient maintient ses activités commerciales, notamment en lien avec les routes « de l’ambre » (venant de Russie) et « de la soie ». Pendant encore 700 ans (du Ve au XIIe siècle) Constantinople fera prospérer son commerce. Les croisades auront finalement raison de la puissance économique et militaire de cet empire que, depuis le XVIe siècle, nous[Qui ?] appelons byzantin. Mais avant d’expirer, celui-ci aura eu le temps de transmettre les connaissances et la philosophie antiques d’une part aux Arabes (qui à leur tour les transmettront à l’Occident) et d’autre part à l’Italie, où elles nourriront le Quattrocento.

## La montée en puissance de l’Occident

### Embellie de l’an mil, Croisades et Renaissance

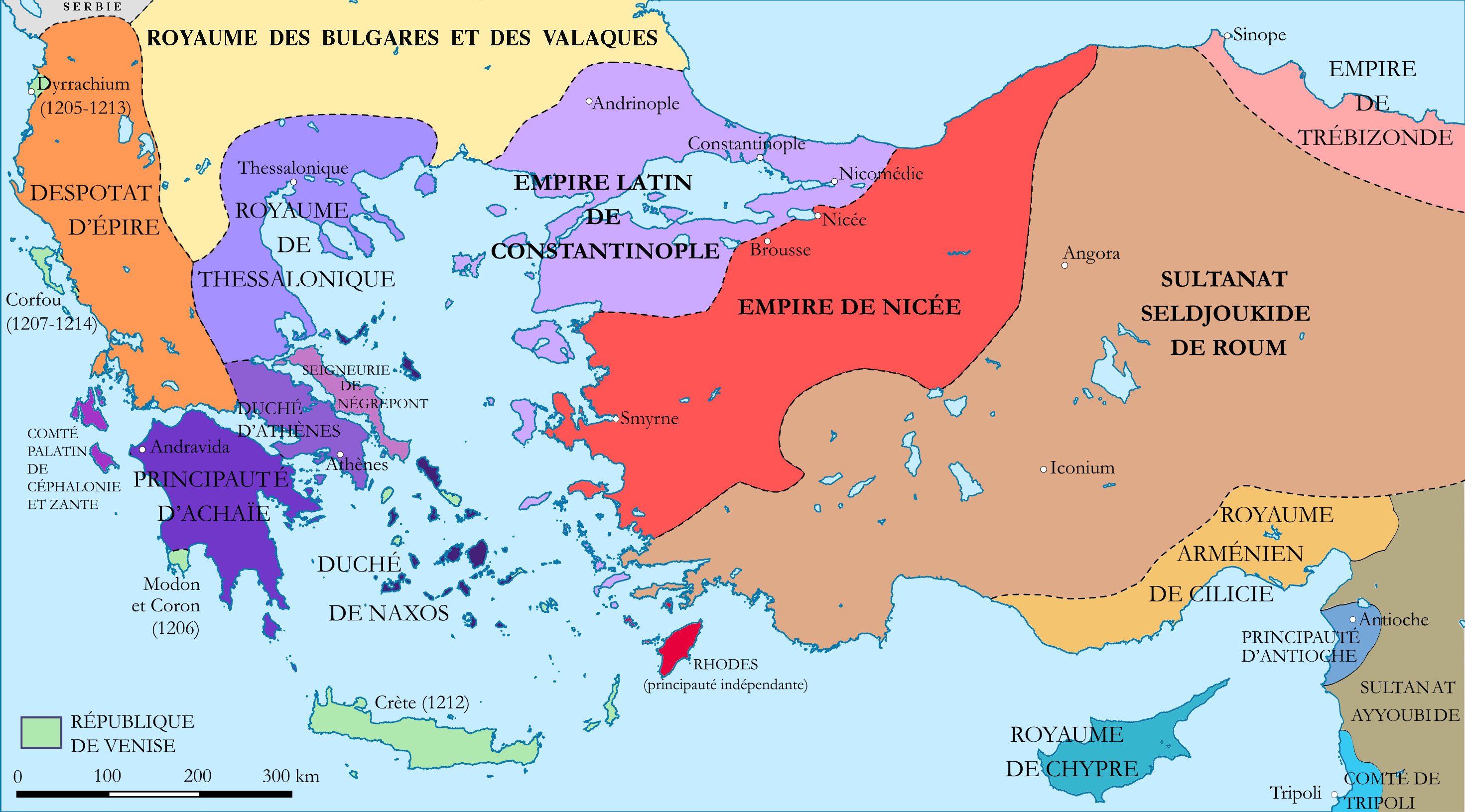
Les États francs d'Orient au début du XIIIe siècle.

L’embellie climatique de l’an mil permet un accroissement démographique en Europe occidentale où les moines et les paysans défrichent à nouveau les terroirs revenus à la forêt après la chute de l’Empire d’Occident, irriguent, plantent du blé et des vignes, construisent des bastides. Des États plus centralisés et mieux organisés commencent à prendre forme. Animés par la religion et par des rêves de conquêtes, les rois du Moyen Âge occidental lancèrent plusieurs croisades pour tenter de reprendre le contrôle des lieux saints occupés par les musulmans. Le temps des croisades marque la reprise économique en Europe de l’Ouest après la longue période d’invasions et de récession qui suivit la disparition de l’Empire romain. Les expéditions en « terre sainte » permettent de relancer les activités commerciales depuis les ports d’Italie. Du Xe au XVe siècle, les grandes cités marchandes de la péninsule italienne se disputeront le monopole du commerce dans la région. Les croisades furent à terme un échec, sauf la quatrième, détournée contre Byzance qui fut pillée. Ayant livré aux vénitiens et aux génois les routes commerciales et les meilleurs escales, elle affaiblit irrémédiablement l’Empire byzantin qui commença à céder d’importants territoires aux Turcs ottomans. Les commerçants italiens en tirèrent d'immenses profits. Les croisades eurent aussi pour effet de modifier les rapports de pouvoirs dans le monde musulman, l'Égypte réapparaissant comme le centre dominant de la Méditerranée orientale.
L'Occident continua d'accroître sa puissance avec la Renaissance qui commença dans le Nord de l'Italie. De leur côté, les États musulmans eurent d'excellents navigateurs et explorateurs, notamment dans l'océan Indien, le golfe Persique, et la mer Rouge. Profitant des croisades pour s’implanter au Moyen-Orient, les Vénitiens et les Ggénois s’emparent des routes maritimes vers Alexandrie, la mer Rouge et la Palestine, et n’hésitent pas à commercer avec toutes les parties en présence. Venise, qui a largement profité de Byzance (architecture, organisation des forces navales, arsenaux), tient sa puissance de sa flotte et de ses escales fortifiées en Adriatique et dans les îles grecques. Moins forte que Venise, la ville de Gênes s’assure de la Corse et de routes de commerce solides qui lui permettront de devenir une grande cité commerciale. Ne possédant pas les mêmes moyens sa rivale, la ville de Gênes concentrera surtout ses activités en mer Noire aux débouchés de la route de la soie (et notamment en Crimée). Les Espagnols et les Portugais se lancent dans de grands voyages de découverte et s’assurent la possession des nouvelles routes maritimes à travers l’océan Atlantique et l’océan Indien, pour contourner l’obstacle musulman. L’Espagne s’assure aussi la maîtrise de plusieurs ports en Afrique du Nord.

### L'apogée des Ottomans

Carte de l'Empire Ottoman entre les XVIe et XVIIs.

Profitant de l’affaiblissement des Grecs par les Occidentaux, la puissance ottomane continua à progresser, et en 1453, la chute de Constantinople mit une fin définitive à l'empire byzantin. Après l’Anatolie, les Ottomans dominèrent la Grèce et une grande partie des Balkans, et commencèrent rapidement à étendre leur pouvoir sur l'Afrique du Nord sauf le Maroc qui resta indépendant sous la dynastie des Saadiens. Celle-ci s'était développée grâce au commerce transsaharien, mais les Portugais, qui avaient entrepris avec les autres puissances chrétiennes d'évincer les musulmans de la péninsule Ibérique, avaient trouvé le moyen de contourner ce trafic en commerçant directement avec l'Afrique occidentale. Cela était rendu possible par un nouveau type de navires, les caravelles. La diminution du trafic transsaharien affaiblit l'Afrique du Nord qui fut une proie facile pour les Ottomans.
Les prouesses navales des puissances européennes coalisées leur permirent d'arrêter l'expansion des Ottomans en Méditerranée à la bataille de Lépante où la flotte ottomane fut écrasée, laissant les mers au libre commerce des Italiens et progressivement des Espagnols. Il n'en reste pas moins qu'à la fin du XVIe siècle, les deux tiers des côtes de la Méditerranée, de l'Albanie à Oran, étaient turques : ce n'était pas un « lac ottoman », mais presque.

### Le déclin de l'importance géostratégique de la Méditerranée
Le développement de la navigation océanique au XVIe siècle commença d'affecter toute la région méditerranéenne. Alors que jusque-là tous les échanges européens avec le reste du monde avaient transité par la Méditerranée, la circumnavigation contournant l'Afrique permit à l'or, aux épices, et aux teintures d'arriver directement dans les ports européens de l'océan Atlantique. L'Amérique fut aussi une source de développement important, dont certains États méditerranéens furent totalement coupés. L’afflux massif de marchandises depuis le nouveau monde provoque un déplacement progressif de l’activité vers l’Amérique. La base de la puissance en Europe bascula ainsi vers l'ouest (Portugal, Espagne) puis le Nord (Angleterre, Pays-Bas), et l'Italie, auparavant prospère, ne fut plus qu'une région périphérique dominée par les puissances étrangères constituant non plus des réseaux de comptoirs mais de véritables empires intercontinentaux.
Les nouvelles grandes puissances se trouvent désormais sur la façade Atlantique de l’Europe, comme le Portugal, la Hollande et l’Espagne. L'Empire ottoman, privé d'une partie de ses routes commerciales, commença aussi à décliner progressivement, laissant ses possessions nord-africaines indépendantes de facto et ses territoires en Europe se réduire face à la puissance renaissante de l'Autriche et de la Russie.
Le déclin de l’Empire ottoman et la reprise de la piraterie dans l’Est du bassin finiront par avoir raison des routes commerciales qui faisaient jadis la puissance des peuples de Méditerranée ; cette région qui pendant des millénaires a joué le rôle de moteur de l’économie mondiale ne sera plus vouée qu’à jouer un rôle de second plan.

## La Méditerranée aujourd'hui
À partir du XIXe siècle, les États du Nord de l'Europe étaient devenus nettement plus puissants et commencèrent à coloniser l'Afrique du Nord. La France fit la conquête de l'Algérie à partir de 1830 puis fit de la Tunisie un protectorat en 1881. La Grande-Bretagne prit le contrôle de l'Égypte en 1882.
Un événement redynamise cependant le commerce maritime en Méditerranée à partir de 1869 : le percement du Canal de Suez, qui permet à la Méditerranée de reprendre l'ascendant sur le commerce entre Europe et Asie par rapport au fastidieux contournement de l'Afrique. Cependant, les navires de cette époque, beaucoup plus autonomes, ont besoin de moins d'escales, et contribuent nettement moins à la prospérité des cités portuaires méditerranéennes, même si l’Égypte, qui perçoit une taxe sur la canal, est la grande gagnante de cette innovation (d'où une longue guerre d'influence entre France et Angleterre sur ce pays).
L'empire ottoman s'écroula au cours de la Première Guerre mondiale et ses possessions furent rapidement partagées entre la France et la Grande-Bretagne, ne laissant que la Turquie, sous la forme d'un nouvel État. C'est alors brièvement l'Angleterre qui est la première puissance méditerranéenne, rivale de la France, grâce à ses possessions au Moyen-Orient, à Gibraltar, ainsi qu'aux îles de Malte et Chypre.
Ces empires coloniaux ont constitué les derniers exemples d’États transméditerranéens, faisant la gloire de cités comme Marseille, porte de l'Empire.
Mais avec la vague des décolonisations qui suit la Seconde guerre mondiale, la Méditerranée redevient une mosaïque d’États-nations beaucoup plus repliés sur eux-mêmes (à l'exception de l'Union européenne, mais dont le centre de gravité est plutôt atlantique), et la mer se voit réduite à l'état de simple couloir de circulation, désormais l'une des principales voies de navigation commerciale de la planète, qui voit défiler un quart du trafic commercial et un tiers du trafic pétrolier mondiaux, cependant rarement destinés à ses propres ports.

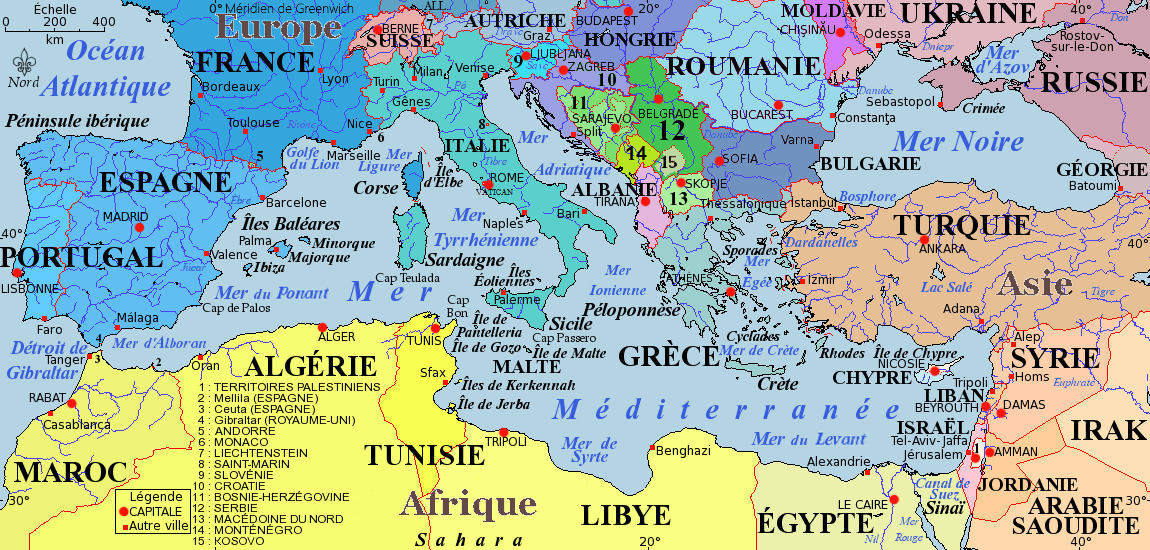
Carte politique de la Méditerranée contemporaine.